# Московская духовная семинария
Моско́вская духо́вная семина́рия — среднее специальное учебное заведение Русской православной церкви. Учреждено в 1814 году и располагалось в Москве, в отличие от Московской духовной академии, которая с этого времени пребывала в Троице-Сергиевой лавре. Закрыта в 1918 году, но возрождена в 1946 году.

## История

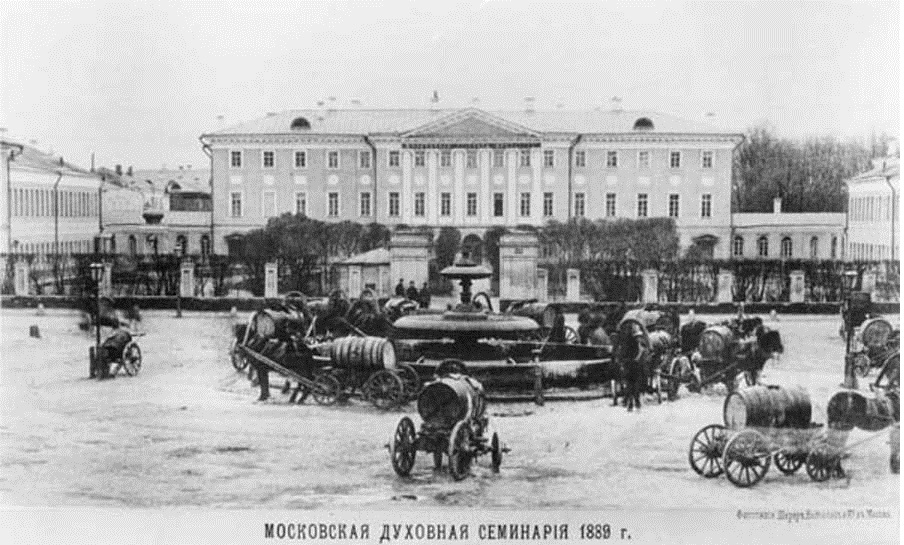
МДС в 1889 году

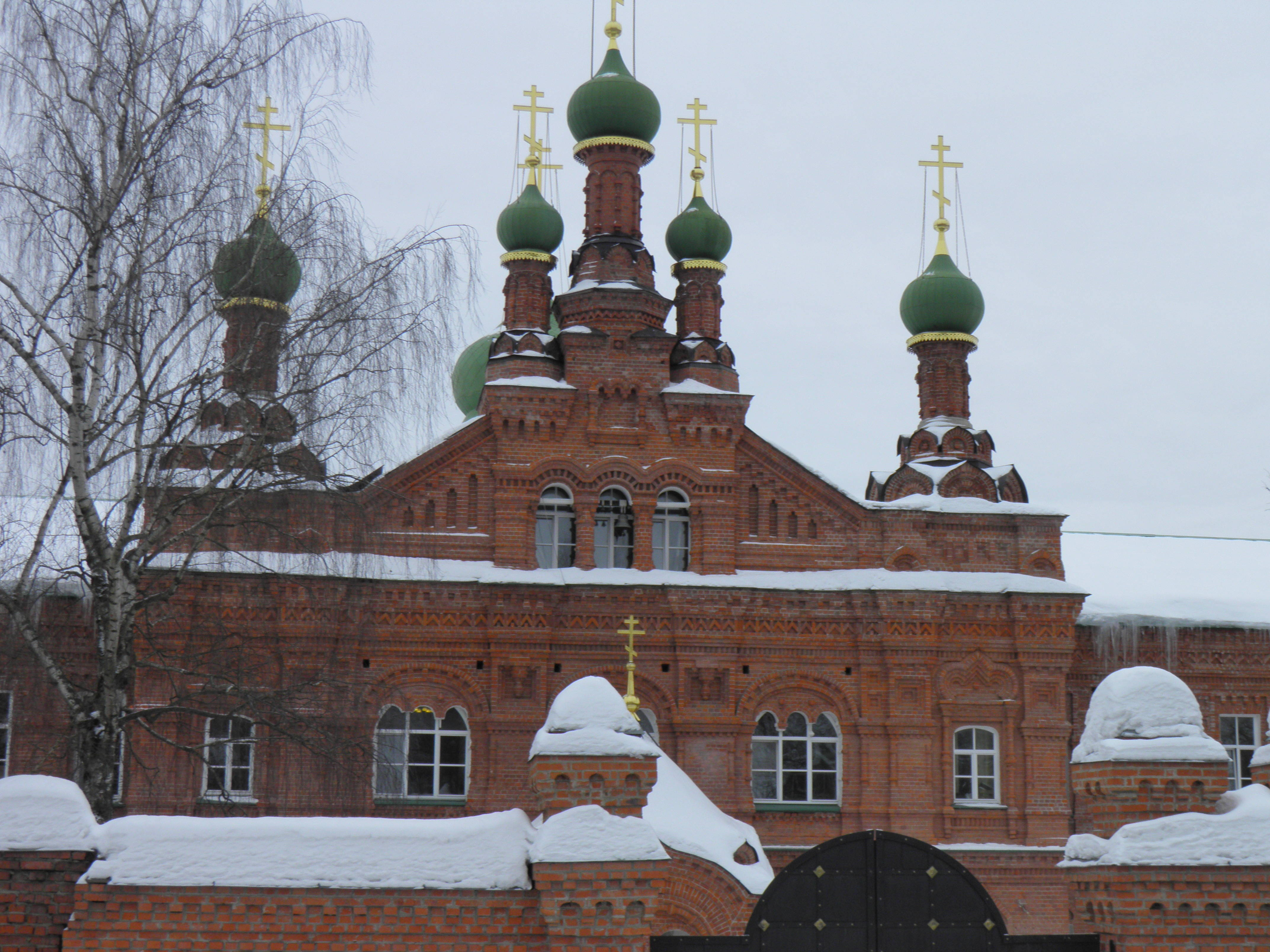
Церковь Иоанна Лествичника в Семинарском корпусе. Архитектор Александр Латков. Между 1893 и 1896 годами

В связи с духовным регламентом 1809 года, предписывавшим открытие духовных учебных заведений в 36 епархиях Русской православной церкви, в Московской епархии в 1814 году были открыты две семинарии (Московская и Вифанская). Первоначально Московская семинария располагалась в зданиях Перервинского монастыря.
В 1830-х годах государственные власти обратились к Александру Толстому с просьбой продать дворец для размещения там Московской духовной семинарии — на улице Делегатской, дом 3 (бывшая усадьба Остермана). В 1834 году была подписана купчая крепость на сумму 100 тысяч рублей. Из-за повреждения строений во время пожара 1812 года рассматривалось несколько проектов по переустройству помещений. Так, архитектор Михаил Быковский предлагал снести старые здания и возвести на их месте новые. Однако руководство семинарии поддержало синодального архитектора Аполлона Щедрина, по проекту которого строения оставались нетронутыми, в то время как само здание дворца должно было быть восстановлено и расширено в глубину участка.
В 1875 году по проекту архитектора Петра Баева была возведена пристройка к главному корпусу, где разместили «рекреационную залу», примыкающую к церковным помещениям. В 1885 году к восточной галерее было пристроено двухэтажное здание епархиального общежития.
При семинарии действовал домовый храм, освящённый в честь святителя Николая.
После революции Московская духовная семинария была закрыта. 26 августа 1946 деятельность Московской духовной семинарии, наряду с Московской духовной академией возродилась в стенах Троице-Сергиевой лавры, но с того времени она фактически представляла собой единое целое с Московской духовной академией (у академии и семинарии была общая администрация). То есть семинария и академия были, по сути, двумя учебными программами в рамках одного учебного заведения.
С введением болонской системы в Русской православной церкви в 2000-е годы название «Московская духовная семинария» перестало употребляться в официальных документах. Семинарии стал соответствовать пятилетний курс бакалавриата в рамках Московской духовной академии, с конца 2010-х годов — четырёхлетний курс с возможностью обучаться на подготовительном курсе.

## Ректоры
- Евгений (Казанцев) (1814—1817)

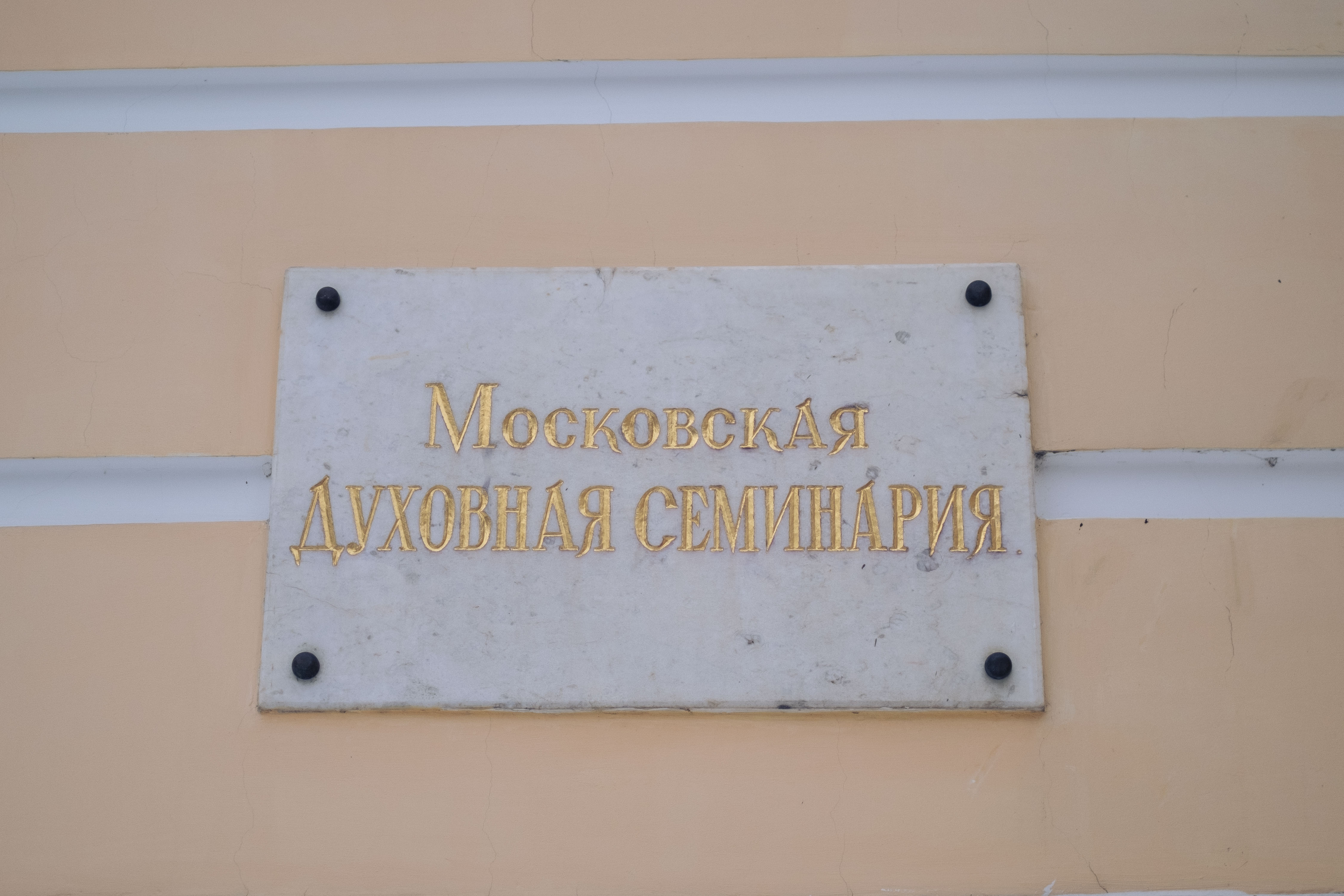

- Парфений (Чертков) (30 июля 1817—1819)
- Феоктист (Орловский) (сентябрь 1819—1826)
- Виталий (Щепетов) (1826 — 8 июня 1833)
- Исидор (Никольский) (2 июля 1833 — 11 ноября 1834)
- Иосиф (Богословский) (13 ноября 1834 — декабрь 1842)
- Алексий (Ржаницын) (декабрь 1842 — февраль 1847)
- Филофей (Успенский) (14 марта 1847 — 18 декабря 1849)
- Евгений (Сахаров-Платонов) (20 декабря 1849—1853)
- Леонид (Краснопевков) (1853—1859)
- Савва (Тихомиров) (18 мая 1859—1861)
- Игнатий (Рождественский) (10 января 1861 — 7 августа 1866)
- Никодим (Белокуров) (12 августа 1866—1869)
- Благоразумов, Николай Васильевич (24 сентября 1869—1892)
- Климент (Верниковский) (1892—1897)
- Парфений (Левицкий) (1897—1899)
- Трифон (Туркестанов) (1899—1901)
- Анастасий (Грибановский) (июль 1901—1906)
- Феодор (Поздеевский) (19 августа 1906—1909)
- Борис (Шипулин) (1909—1912)
- Филипп (Гумилевский) (22 июня 1912 — 30 марта 1913)